# Jean Pierre Brol
Jean Pierre Brol Cárdenas (* 18. Dezember 1982 in Guatemala-Stadt) ist ein guatemaltekischer Sportschütze. Er ist spezialisiert auf die Disziplin Trap.

## Erfolge
Jean Pierre Brol begann 1997 mit dem Sportschießen und bestritt 2001 seine ersten Wettkämpfe. Bei den Zentralamerika- und Karibikspielen 2002 in San Salvador gewann er seine ersten internationalen Medaillen, als er im Einzel Zweiter und mit der Mannschaft Erster wurde. Vier Jahre darauf gelang ihm in Cartagena beinahe die Wiederholung dieses Erfolge. Er beendete die Spiele dieses Mal im Einzel auf dem dritten Platz, während er mit der Mannschaft erneut die Goldmedaille gewann. 2010 sicherte er sich bei den Spielen in Mayagüez in den beiden Konkurrenzen jeweils die Silbermedaille. Nachdem er bei den Panamerikanischen Spielen 2003 in Santo Domingo als Fünfter und 2007 in Rio de Janeiro als Vierter jeweils die Podestplatzierungen verpasst hatte, gelang ihm bei den Panamerikanischen Spielen 2011 in Guadalajara sogleich der Gewinn der Goldmedaille. Bei den Panamerikanischen Spielen 2015 in Toronto und 2019 in Lima gelangen ihm nur hintere Platzierungen. In der Zwischenzeit gab er 2012 in London sein Olympiadebüt und schloss den Wettkampf auf dem 28. Platz ab.
Brol gewann bei den Zentralamerika- und Karibikspielen 2014 in Veracruz die Goldmedaille im Einzel, während er mit der Mannschaft Zweiter wurde. In diesen beiden Wettbewerben sicherte er sich bei den Zentralamerika- und Karibikspielen 2018 in Barranquilla jeweils die Goldmedaille. Eine weitere Goldmedaille im Mannschaftswettbewerb folgte bei den Zentralamerika- und Karibikspielen 2023 in San Salvador. Im selben Jahr gewann er außerdem in Santiago de Chile seine zweite Goldmedaille im Einzel bei den Panamerikanischen Spielen. Bei den Olympischen Spielen 2024 in Paris erreichte Brol im Einzel in der Qualifikation 122 Punkte, sodass er als fünftplatzierter Schütze ins Finale einzog. Dort schied er nach dem vierten Durchgang mit 35 Treffern aus, womit er als Dritter die Bronzemedaille erhielt. Olympiasieger wurde der Brite Nathan Hales mit 48 Treffern nach sechs Durchgängen, vor Qi Ying aus China mit 44 Treffern. Es war erst der zweite Medaillengewinn in der olympischen Geschichte seines Landes. Nur einen Tag später gewann seine Landsfrau Adriana Ruano ebenfalls im Trap die Goldmedaille.
Brol ist Agraringenieur. Er ist verheiratet und hat zwei Söhne. Seine beiden Brüder Hebert und Enrique Brol nahmen am Doppeltrap-Wettbewerb der Olympischen Spiele 2016 in Rio de Janeiro teil.